# SP-147
A SP-147 é uma rodovia transversal do estado de São Paulo, administrada pelo Departamento de Estradas de Rodagem do Estado de São Paulo (DER-SP) e pelas concessionárias Intervias, Renovias e Rodovias do Tietê.

## Denominações
Recebe as seguintes denominações em seu trajeto:
| Município         | Denominação                    | Legislação                  |
| Socorro           | Dr. Octávio de Oliveira Santos | Lei Estadual Nº 2154/1979   |
| Serra Negra       | Dr. Octávio de Oliveira Santos | Lei Estadual Nº 2154/1979   |
| Lindoia           | Dr. Octávio de Oliveira Santos | Lei Estadual Nº 2154/1979   |
| Lindoia           | Monsenhor Clodoaldo de Paiva   | Lei Estadual Nº 12.317/2006 |
| Itapira           | Monsenhor Clodoaldo de Paiva   | Lei Estadual Nº 12.317/2006 |
| Mogi Mirim        | Monsenhor Clodoaldo de Paiva   | Lei Estadual Nº 12.317/2006 |
| Mogi Mirim        | Engenheiro João Tosello        | Lei Estadual Nº 8273/1996   |
| Engenheiro Coelho | Engenheiro João Tosello        | Lei Estadual Nº 8273/1996   |
| Limeira           | Engenheiro João Tosello        | Lei Estadual Nº 8273/1996   |
| Limeira           | Deputado Laércio Corte         | Lei Estadual Nº 966/1976    |
| Iracemápolis      | Deputado Laércio Corte         | Lei Estadual Nº 966/1976    |
| Piracicaba        | Deputado Laércio Corte         | Lei Estadual Nº 966/1976    |
| Piracicaba        | Samuel de Castro Neves         | Lei Estadual Nº 2298/1980   |
| Anhembi           | Samuel de Castro Neves         | Lei Estadual Nº 2298/1980   |
| Anhembi           | Prefeito Antonio José Pinto    | Lei Estadual Nº 15.778/2015 |
| Anhembi           | Lázaro Cordeiro de Campos      | Lei Estadual Nº 2736/1981   |
| Bofete            | Lázaro Cordeiro de Campos      | Lei Estadual Nº 2736/1981   |

## Descrição
Principais pontos de passagem: Socorro - Mogi Mirim - Limeira - Piracicaba - Anhembi - SP 300 - SP280

## Características

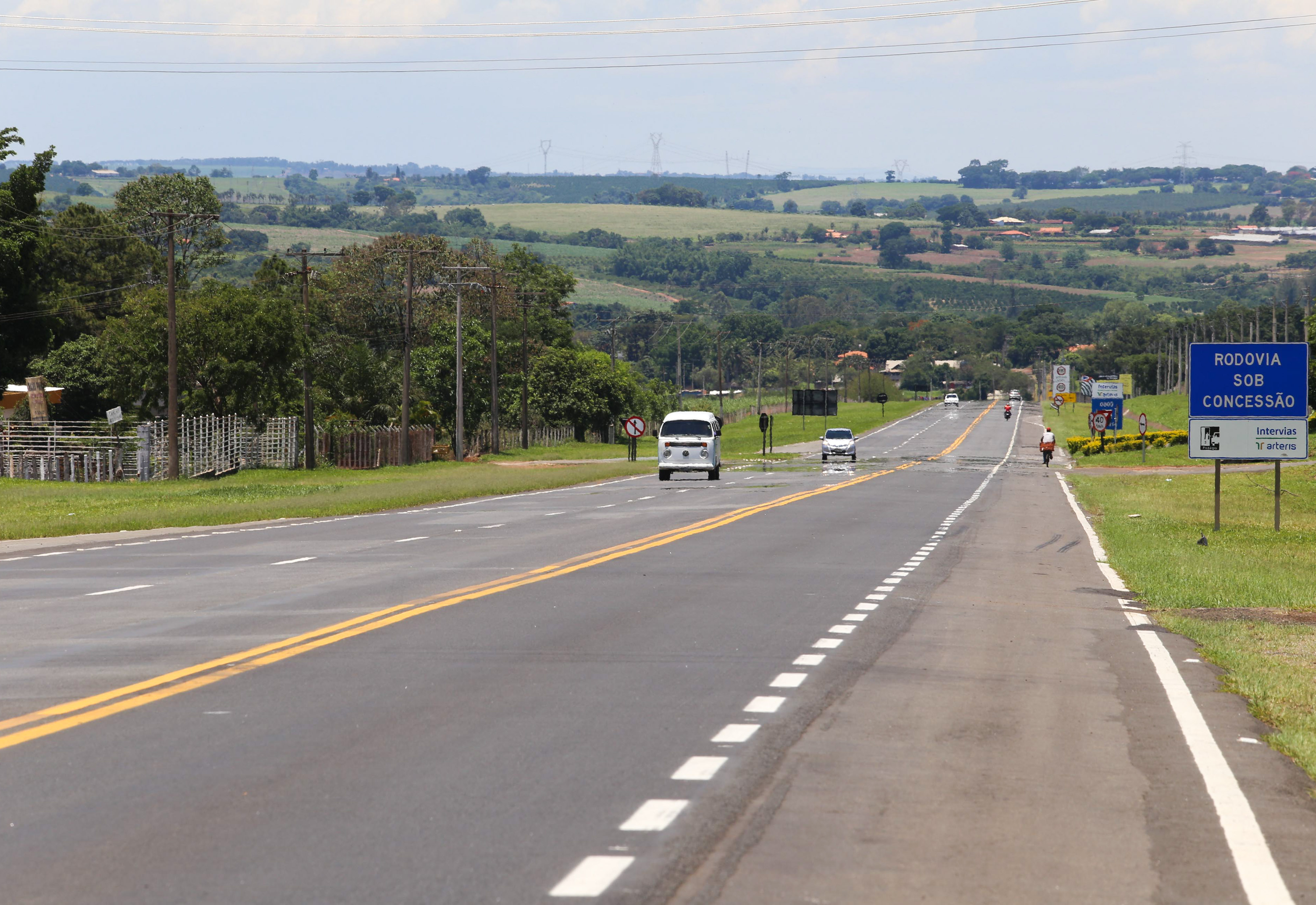
Trecho da SP-147 em Limeira.

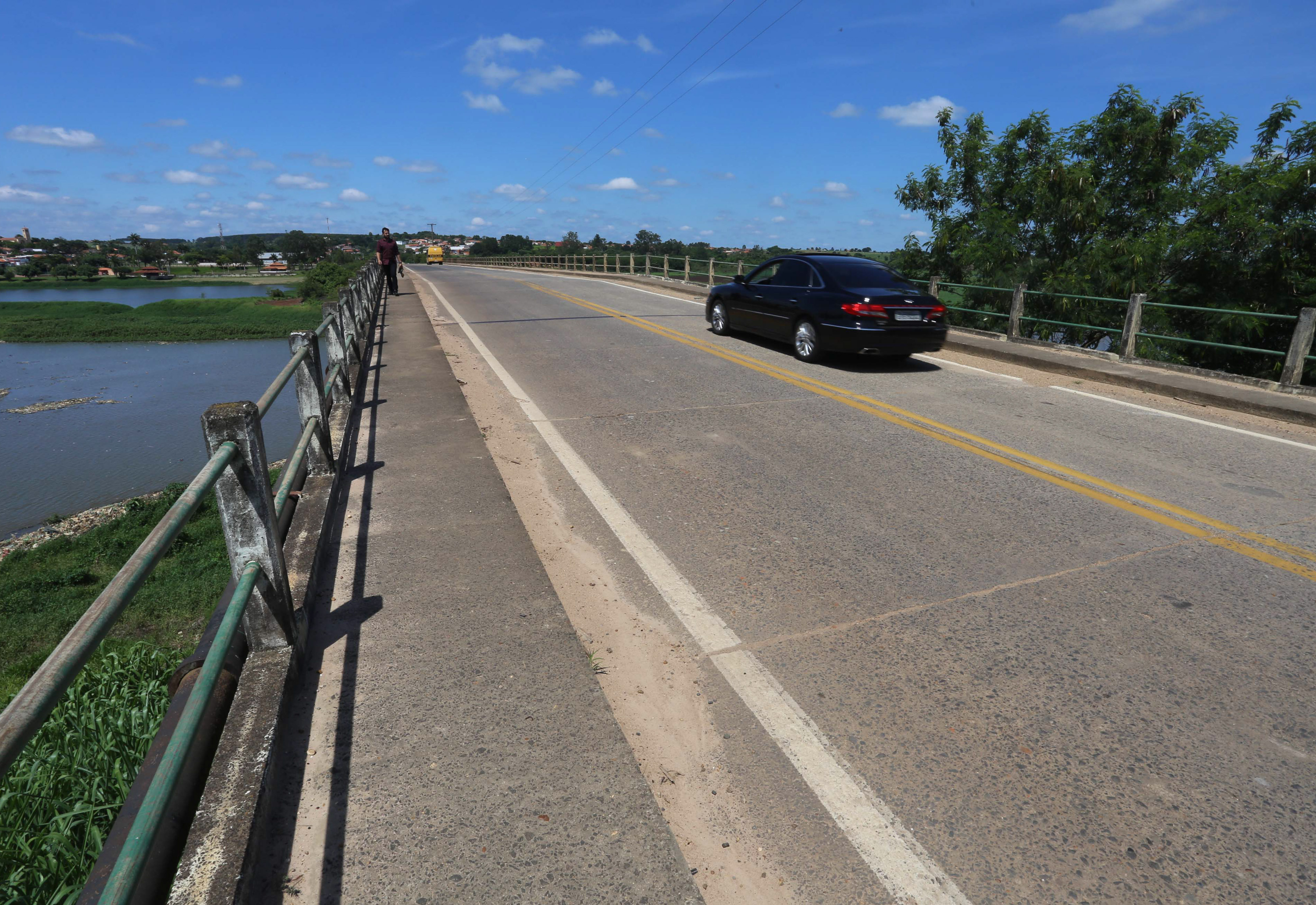
Trecho da SP-147 sobre o Rio Tietê em Anhembi.

| Km  | Município         | Região geográfica imediata |
| 0   | Socorro           | Bragança Paulista          |
| 12  | Serra Negra       | Amparo                     |
| 15  | Lindoia           | Amparo                     |
| 27  | Itapira           | Mogi Guaçu                 |
| 48  | Mogi Mirim        | Mogi Guaçu                 |
| 75  | Engenheiro Coelho | Limeira                    |
| 90  | Limeira           | Limeira                    |
| 122 | Iracemápolis      | Limeira                    |
| 128 | Piracicaba        | Piracicaba                 |
| 202 | Anhembi           | Botucatu                   |
| 240 | Bofete            | Botucatu                   |